# Васіліс Пападопулос (дипломат)
Васіліс Пападопулос (грец. Βασίλης Παπαδόπουλος, 1960, Афіни) — грецький дипломат. Надзвичайний і Повноважний Посол Греції в Україні.

## Біографія
Народився у 1960 році в Афінах. Закінчив Афінський університет, бакалавр права; магістр міжнародного права, магістр права Європейського Співтовариства, Університет м. Нансі, Франція. Володіє французькою, англійською та іспанською мовами, говорить російською.
Дипломатичну діяльність почав на посаді аташе департаменту протоколу МЗС Греції. Працював у ряді дипломатичних структур Греції за кордоном. У тому числі другим секретарем посольства в Україні (1994–1996), Заступником голови місії у Бангкоку, радником постійного представництва Греції при ООН в Нью-Йорку. З 2008 по 2013 рр. — був головою директорату ЄС з інституційним, бюджетною та валютних питань, МЗС, Афіни.
З 2013 року — Надзвичайний і Повноважний Посол Греції в Києві.
5 липня 2013 року вручив вірчі грамоти Президенту України Віктору Януковичу.